# Rémy Faesch

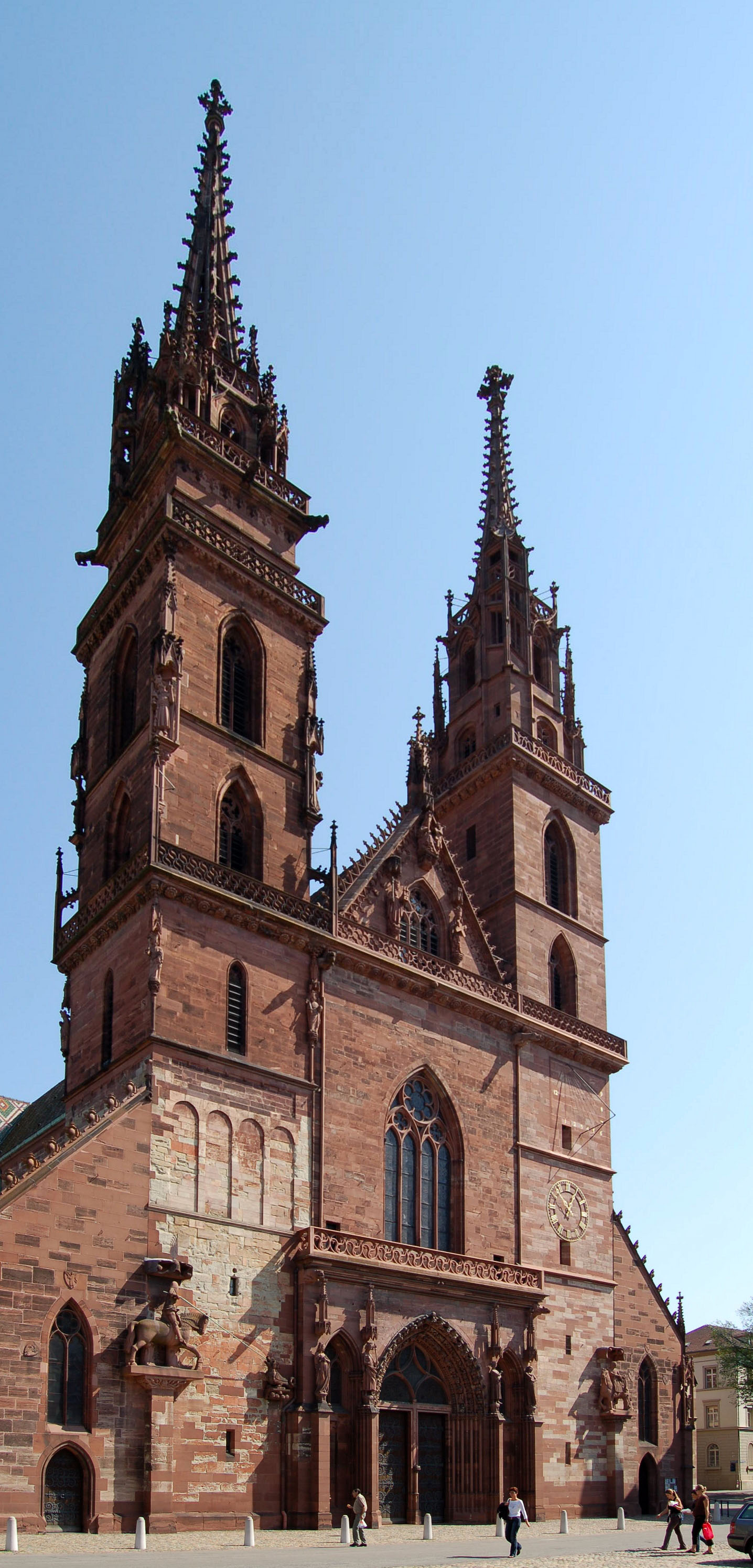
Münster Basel

Remigius Faesch (Basilea, verso il 1460 – Thann, verso il 1533-1534) è stato un architetto, scultore e imprenditore svizzero.

## Biografia
Remigius (Remy) segui le orme del padre Niclaus Faesch, e della sua famiglia, infatti lavoravano tutti come orafi, scalpellini e scultori.
Visse inizialmente a Basilea, dove costruì la Cattedrale di Basilea e alcune chiese del comune di Basilea. Intervenne alla costruzione della Collegiata di Sant'Ubaldo.
Nel 1491 si trasferisce a Thann, dove divenne uno degli architetti della Collegiata di Sant'Ubaldo egli realizzò la parte finale e la guglia di 76 metri della torre. 
Inoltre ha lavorato per la manutenzione della cattedrale di Friburgo in Brisgovia e infine a Thann lavorò alla Halle aux blés.
Nel 1503 fu nominato architetto della cattedrale di Basilea, pur risiedendo a Thann. Dal 1504 e 1510 fu sindaco di Basilea; in questi anni aiutò a costruire la cattedrale di Berna (1506) e, nel 1516, costruì anche la chiesa parrocchiale Notre-Dame di Thann; al suo interno, Remy è l'autore della tomba gotica di Cristo. 
L'ultimo edificio che ha costruito è stato un albergo di nome Mint a Thann, nel 1533. 
In sua memoria, a Thann, gli è stato dedicato un collegio.
Remy si sposò con Ursula Hug (? - 1522), con la quale ebbe alcuni figli. Tra i suoi discendenti vi furono Joseph Fesch e Jacques Fesch.